# Jüdischer Friedhof (Achim)

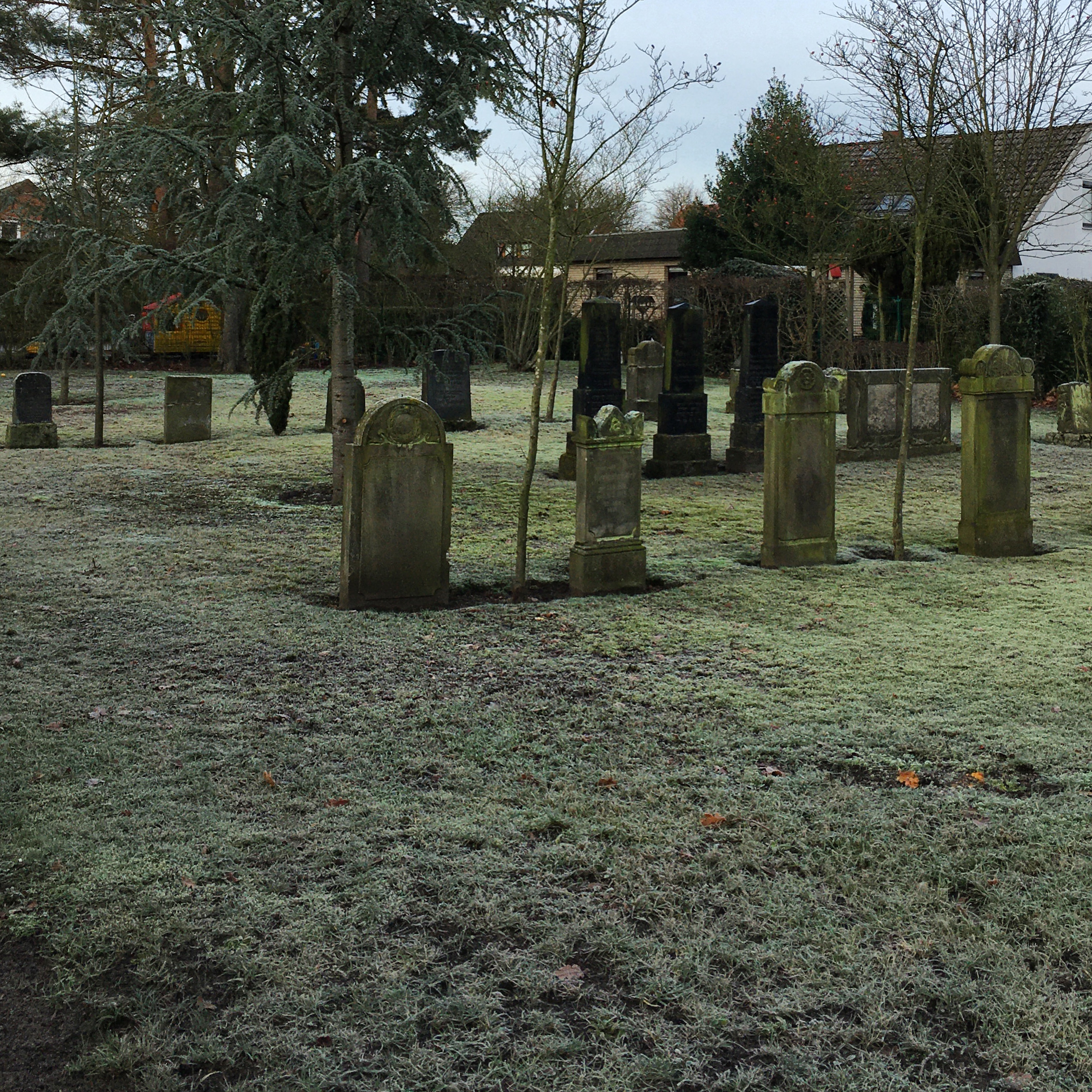
Jüdischer Friedhof in Achim

Der Jüdische Friedhof Achim liegt in Achim (Landkreis Verden, Niedersachsen) an der Straße „An der Eisenbahn“ und ist ein geschütztes Kulturdenkmal.

## Beschreibung
Die Achimer Synagogengemeinde richtete 1865 einen Begräbnisplatz für alle Juden im Raum Achim ein, da die nächstgelegenen Ewigkeitsfelder in Hoyerhagen und Hastedt etwa 30 Kilometer entfernt waren. Auf dem rund 1000 Quadratmeter großen Friedhof befinden sich 56 Grabsteine für Juden aus Achim und Umgebung, die in den Jahren 1867 bis 1935 verstorben sind. In diesem Zeitraum erfolgten dort mindestens 61 Beisetzungen von Mitgliedern der Achimer Synagogengemeinde.
Im Zuge der Reichspogromnacht 1938 wurde auch der jüdische Friedhof in Achim stark verwüstet; 1942 wollte die Gemeinde Achim den Friedhof in Ackerland zurückverwandeln. Doch das erfolgte nicht, da das Reichssicherheitshauptamt zunächst noch den Wert der Grabsteine ermitteln lassen wollte, was bis Kriegsende 1945 aber nicht mehr erfolgte. Der jüdische Friedhof verkam daraufhin mehr und mehr bis zum Jahr 2002. 
Eine Ausstellung im Rathaus Achim im September 2010 informierte erstmals umfassend über den jüdischen Friedhof.